# Моравська Марія Людвігівна
Марі́я Лю́двіґівна Мора́вська, повне ім'я Марія Магдаліна Франческа Людвіґівна Моравська (31 грудня 1889 року (12 січня 1890) року Варшава, Російська імперія — 26 червня 1947 року, Маямі, США; за іншими даними не раніше 1958 року, Чилі) — польська та російська письменниця: поетеса, прозаїк, перекладачка та літературний критик. Авторка кількох віршованих збірок, а також низки прозових творів, в тому числі дитячих.
Активна учасниця європейського ліберально-демократичного руху початку XX століття. В 1917 році емігрувала з Російської імперії в Сполучені Штати Америки. Тривалий час жила в Нью-Йорку, потім — у Флориді, продовжуючи досить активну літературну, публіцистичну та громадську діяльність. Інформація про останній період життя суперечлива: за одними даними померла в Маямі 1947 року, за іншими — у Чилі не раніше 1958 року.

## Життя

### Дитинство і юність
Народилася 31 грудня 1889 року (за новим стилем — 12 січня 1890 року) у Варшаві в польській католицькій родині. При народженні отримала потрійне ім'я Марія Магдаліна Франческа. Батько майбутньої поетеси, Людвіґ Моравський, за її спогадами, був бідною людиною, який змінив у житті багато професій і який завжди мріяв, незважаючи на брак коштів та освіти, про подорожі та винаходи — ця риса характеру батька, як пізніше підкреслювала Марія, повною мірою передалася їй у спадок. Мати, імені якої не згадується ані в автобіографії Моравської, ані у присвячених їй дослідженнях, померла, коли дівчинці ще не було трьох років. Кілька років потому Людвіґ Моравський одружився з сестрою своєї покійної дружини. Незабаром після цього родина Моравських переїхала в Одесу.
И все мы знали: папа будет с нами, 

Не отдадим его чужой стране.

А он разглядывал печальными глазами

Всё тот же чахлый кактус на окне…
М. Моравська. Вірш «Полонений», присвячений батькові поетеси
Добре ставилася до батька, а також до молодших братів та сестер, що народилися в його другому шлюбі. Однак, через конфлікт із мачухою у віці 15 років була змушена піти з дому. Через деякий час переїхала з Одеси до Санкт-Петербургу і втратила всякий зв'язок з родиною.
З юних років відзначалася активною громадянською позицією, брала участь у діяльності різних політичних гуртків. Спочатку була прихильницею самовизначення Польщі, до початку революції 1905—1907 років самоідентифікувалася як соціалістка. Потрапляла у поле зору правоохоронних органів, двічі — в 1906 і 1907 роках — заарештовувалась та піддавалася короткочасному ув'язненню в пересильних в'язницях.

### Життя в Санкт-Петербурзі
У столиці імперії активно зайнялася літературною діяльністю, заробляючи при цьому на життя секретарської роботою, приватними уроками, перекладами. Вступила на Бестужевські курси, проте не закінчила їх. Є відомості про ранній і недовгий шлюб, яке сама Моравська називала «прикрою випадковістю». В шлюбі прізвище не змінювала.
М. Л. Моравской

Слышишь, как воет волчиха, 

Собирая отсталых волчат?

В поле просторно и тихо.

Куда ты ушел наугад?

Ясный паненок,

Маленький пан,

Отчего твой зеленый

Алеет жупан?..
І. Г. Еренбург, травень 1915 року
Відчуваючи значні матеріальні труднощі наприкінці 1909 року звернулася до М. А. Волошина з проханням знайти для неї переклади з польської мови. Відомо, що той, перейнявшись співчуттям до незаможної молодої поетеси, запросив її до себе в Коктебель, виславши при цьому грошей на дорогу, однак Моравська грошей не прийняла і в Коктебель не їздила. У той же час, заступництво з боку Волошина — їх особисте знайомство відбулося в Петербурзі в січні 1910 року — допомогло Моравській досить швидко призвичаїтися в столичних літературних колах: з 1911 року вона почала відвідувати літературні «середи» В. І. Іванова, а також засновану останнім «Академію вірша», де ще більше розширила коло літературних знайомств. У тому ж році була прийнята в статусі «підмайстра» до «Цеху поетів» відразу ж після заснування його Н. С. Гумільовим і С. М. Городецьким, стала завсідником зустрічей петербурзької богеми в кафе «Бродячий собака». В цей період, крім Волошина, певну підтримку Моравській надавала З. Н. Гіппіус.
Досить емоційно сприйняла події Першої світової війни, зокрема, запеклі бойові дії та бідування мирного населення в рідній для неї Польщі. Цим переживанням Моравської присвячено вірш В. Р. Еренбурга, який з нею товаришував — «Чуєш, як виє вовчиця».
Відомо, що в останні роки свого перебування в Петербурзі Моравська проживала за адресою Митнинська набережна 5, кв. 604 в одному з дохідних будинків Ф. В. Кірікова.

### Життя в еміграції

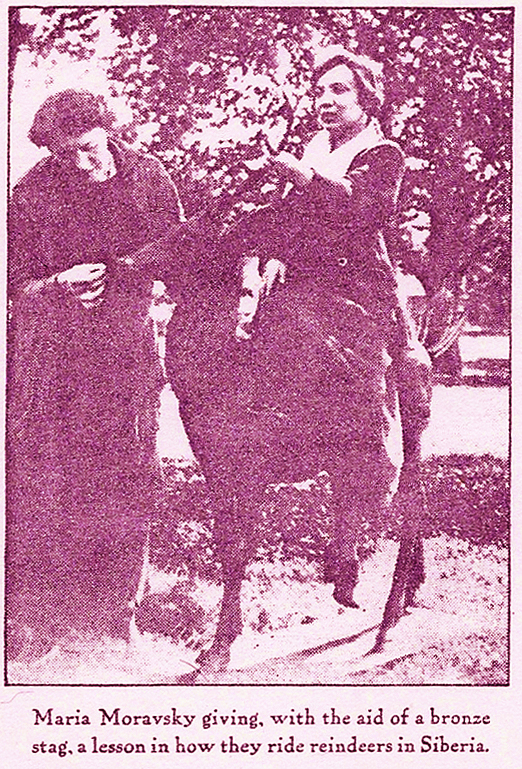
Моравська Марія на бронзовій статуї оленя. Фотографія флоридського періоду життя поетеси

У 1917 році, після Лютневої революції, Моравська виїхала в Японію, звідки через Латинську Америку переїхала на постійне проживання у США, ще в поїздці влаштувавшись працювати кореспондентом однієї з нью-йоркських газет. До еміграції в Сполучені Штати поетесу, за її власними спогадами, спонукало ідеалізоване уявлення про цю країну, прагнення «перемішати типового росіянина і типового американця, щоб створити нову, ніжну, розсудливу, гармонійну істоту».
Нова батьківщина відразу ж багато в чому розчарувала Моравську — зокрема, бездуховністю суспільства, засиллям масової культури, низьким рівнем громадянських свобод. Свою критичну позицію на цей рахунок вона відкрито заявляла в ході різних громадських і політичних заходів, в тому числі на досить високому рівні. Так, відомо, що вже незабаром після свого прибуття в Сполучені Штати, в жовтні 1917 року, Моравська виступила в якості громадського захисника в ході слухань у Конгресі США у справі Еліс Пол, заарештованої разом із групою соратників за пікетування Білого дому: за її твердженням, умови утримання феміністок в американській в'язниці були набагато важчими, ніж у в'язницях царської Росії, в яких їй довелося двічі опинитися.
Тим не менш, незважаючи на певне розчарування в американському житті, Моравська досить швидко і успішно адаптувалася до життя в США — за власними спогадами, вона усього за вісім місяців вивчила англійську мову, практично припинивши при цьому зв'язки з Батьківщиною. Спочатку вона оселилася в Нью-Йорку, де займалася журналістикою та публіцистичною роботою. Газета, яка прийняла її в свій штат, закрилася незабаром після прибуття Моравської в США, однак молодій емігрантці вдалося досить швидко налагодити співпрацю з багатьма іншими періодичними виданнями.
Відомо, що в Нью-Йорку Моравська прожила принаймні до початку 1920-х років. Тут вона одружилася з Едвардом (Тедом) Кофленом (англ. Edward "Ted" M. Coughlan), автором детективних оповідань, який переїхав до США з британського домініону Ньюфаундленд. У шлюбі Моравська взяла прізвище чоловіка, однак зберігала популярність в літературних та публіцистичних колах під дошлюбним прізвищем — під ним вона надалі публікувала і більшість своїх творів.
До початку 1930-х років Кофлени переїхали до флоридського міста Лейкленд, звідки у 1932 році перебралися в Маямі. Матеріальне становище подружжя в Маямі було цілком задовільним. Вони мешкали в центральній частині міста у приватному будинку, який назвали «Літературною фермою» (англ. Fiction Farm). Марія користувалася в Маямі популярністю як плідний письменник і публіцист, член місцевого письменницького клубу «Сома» (англ. Soma Club), підтримувала контакти не тільки з місцевими, але і з закордонними літераторами: так, наприклад, про дружбу з нею в 1938 році публічно заявляв відомий ірландський поет і драматург Патрік Колум. Крім того, вона мала репутацію людини, що підтримує активний соціальний спосіб життя, має безліч хобі, у тому числі досить коштовних і екзотичних. Зокрема, Моравська займалася виведенням нових порід папуг-нерозлучників і домашніх качок, дресируванням диких тварин, розведенням невластивих для Флориди рослин, друкуванням книг за допомогою саморобного обладнання. Подорожувала по Південній Америці, де сплавлялася по річках на каное. Свої різноманітні захоплення вона з ентузіазмом пропагувала в місцевій пресі:
|  | Різні хобі тонізують нерви. Вони звертають увагу людини, яка їх має, на численні незвичайні здібності, що рані «спали» у ньому. І вони пов'язують між собою факти, які краще допомагають пізнати життя і людей, загострюють здібності та спостережливість...Оригінальний текст (англ.) Diversified hobbies are nerve tonics. They bring to the hobbyist's attention many unusual and generally dormant possibilities. And they correlate facts which make him understand life and people better, sharpening his faculties and powers of observation… |

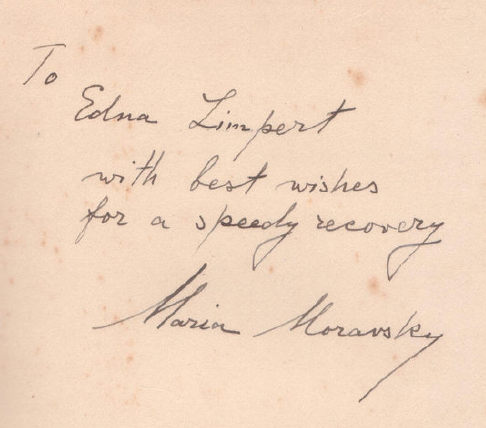
Автограф Марії Моравської часів життя в США

Відомо, що в Латинську Америку Моравська їздила не лише як турист. У деяких країнах регіону, зокрема в Чилі, вона виступала з лекціями — крім англійської, Моравська володіла іспанською мовою.
Дані про час, місце і обставини смерті Моравської різняться. Поширена інформація про її кончину в Маямі 26 червня 1947 року: в якості причини смерті вказується крововилив у мозок (про це, зокрема, повідомила арканзаська газета «Кур'єр ньюз» (англ. Courier News) за 27 червня 1947 року), деякі джерела говорять про нещасний випадок в результаті шторму.
Проте існують достатньо достовірні відомості про її життя в Чилі, принаймні наприкінці 1950-х років. Про це, зокрема, свідчив К. І. Чуковський, який розповів у першій половині 1960-х років М. І. Алігер про отримання листа від Моравської за кілька років до того: за його словами, поетеса в Чилі одружилася з місцевим листоношею.
|  | Кілька років тому я отримав від неї листа з Чилі. Доля закинула її туди, вона вийшла заміж за листоношу і з ним доживає свій вік. Як було б цікаво її зустріти. Уявляєте — рафінована петербурзька панночка, поетеса, подруга поетів, завсідник «Бродячого собаки», і от який фінал — дружина чилійського листоноші!Оригінальний текст (рос.) Несколько лет назад я получил от неё письмо из Чили. Судьба забросила её туда, она вышла замуж за почтальона и с ним доживает свой век. Как было бы интересно вам её повстречать. Представляете — рафинированная петербургская барышня, поэтесса, подруга поэтов, завсегдатай «Бродячей собаки», и вот какой финал — супруга чилийского почтальона! |

Розповідь Чуковського підтверджує і П. Н. Лукницький: у «Списку імен», наведеному в його книзі «Acumiana. Зустрічі з Ганною Ахматовою», датами життя Моравської, яка фігурує там як «поетеса, учасниця першого Цеху поетів», вказані 1889—1958 роки.

## Творчість

### Український та російський періоди

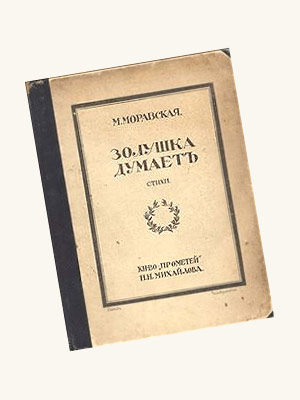
Обкладинка першого видання збірки «Попелюшка думає»

Писати Моравська, за її власними спогадами, почала ще в дитячі роки в Одесі. Перший її вірш було опубліковано 1906 року в учнівському журналі «Вільна школа». Після цього вона публікувалася під псевдонімом у ряді одеських газет — вірші цього періоду сама поетеса в більш зрілому віці оцінювала досить критично. Цікаво, що Моравська, яка народилася і виросла польськомовному середовищі, на початковому етапі своєї творчості писала російською. Пізніше вона пояснювала цю обставину таким чином:
|  | Я полька, католичка, проте обрусіла настільки, що пишу виключно російською. Маю глибоке переконання, що російська мова — наймузичніша для віршів, і я дуже радію, що я російський поет, хоча знаю та ціную польську літературуОригінальний текст (рос.) Я полька, католичка, но обрусела настолько, что пишу исключительно по-русски. Моё глубокое убеждение, что русский язык — самый музыкальный для стихов, и я очень радуюсь, что я русский поэт, хотя знаю и ценю польскую литературу… |

У Санкт-Петербурзі перші її вірші з'явилися в літературних журналах «Гіперборей» і «Завіти». У 1911 році Моравська почала систематичне співробітництво з журналом «Аполлон» — спочатку як рецензентка і перекладачка (перекладала твори польських, чеських, фінських авторів), потім як авторка власних поезій та есе. Надалі друкувалася в таких журналах та альманахах, як «Вісник Європи», «Російська думка», «Сучасний світ», «Щомісячний журнал».
Я Золушка, Золушка, — мне грустно! 

Просит нищий, и нечего подать...

Пахнет хлебом из булочной так вкусно,

Но надо вчерашний доедать.

Хозяйка квартирная, как мачеха!

(Мне стыдно об этом говорить.)

Я с ней разговариваю вкрадчиво

И боюсь, опоздав, позвонить.

На бал позовут меня? Не знаю.

Быть может, всю жизнь не позовут...

Я Золушка, только городская,

И феи за мною не придут.
Вірш «Попелюшка», який дав назву збірці
Перші ж опубліковані твори Моравської заслужили схвальні відгуки з боку таких літераторів, як В. Ф. Ходасевич, Ігор Сєверянин, Саша Чорний. А. А. Ахматова, з чиїми віршами критика відразу ж стала порівнювати поезію Моравської, визнала її «товаришем по цеху» і згодом неодноразово дарувала їй свої книги. Гіппіус в листі Чуковському відзивалася про неї як про «надзвичайно талановиту особу». Досить високу оцінку творчому дебютові Моравської дав Еренбург у статті «Нові поетеси», опублікованій в 1913 році в журналі «Геліос», що видавався групою російських художників і літераторів у Парижі: «Моравська своїми першими віршами хвилює нас як справжній поет, і ми чекаємо її вірних досягнень…».
Особливу підтримку Моравської надавав Волошин, вельми високо оцінювала її творчі перспективи і передрікав їй роль другої Черубіни де Габріак, та й сама Черубіна — Е. І. Дмитрієва — сприймала юну польку як свою творчу наступницю. Зокрема, в листі до Волошину від 18 січня 1910 року вона писала:
|  | Я ще не отримала листа від Моравської — дуже хочу її бачити, я прочитала кілька її віршів Маковському, він у захваті, бажає її публікувати; тому це вже її справа. Аморя, на мою думку, їй нічого не дасть, їй потрібне повернення до католицтва, або через нього. Діксу її вірші не сподобалися. А в мене відчуття — що я померла, і Моравська замінила мене, як раз близько 15-го, коли Черубіна мала прийняти постриг. Мені холодно та мертво від цього. А від Моравської величезна радість! Оригінальний текст (рос.) Я ещё не получила письма от Моравской — очень хочу её видеть, я прочла несколько её стихов Маковскому, он в восторге, хочет её печатать; так что это уже её дело. Аморя, по-моему, ей ничего не даст, ей нужен возврат в католичество, или через него. Диксу её стихи не понравились. А у меня чувство — что я умерла, и Моравская пришла ко мне на смену, как раз около 15-го, когда Черубина должна была постричься. Мне холодно и мертво от этого. А от Моравской огромная радость! |

На початку 1914 року вийшла перша збірка віршів поетеси — «На пристані». Ще за кілька місяців до виходу видання у світ літературознавець Р. В. Іванов-Разумник, який вельми зацікавився творчістю молодої поетеси і ставив її «чи не вище Анни Ахматової», розіслав чернетку видання на ознайомлення багатьом авторитетним літераторам, в тому числі Андрію Бєлому і В. Я. Брюсову. Останній на прохання Іванова-Разумника написав до збірки передмову під заголовком «Об'єктивність і суб'єктивність в поезії», яка залишилася, однак, неопублікованою за наполяганням самої Моравської, яка докладно виклала свої міркування в листі Брюсову:
|  | Я дуже Вам вдячна за те, що Ви написали про мої вірші, проте у найсуттєвішому я, на превеликий мій жаль, не можу з Вами погодитися...Прагну втекти не від дійсності загалом, а лише від млявої та бляклої дійсності, що оточує мене. Книги для мене лише паліатив іншого, насиченішого життя. «Придумувати» собі душу я вважаю для поета злочином. «Події» ставлю, зрозуміло, вище моїх тимчасових відчуттів. Таким чином, Ваша думка, що я — поет вузькоособистісний, з моєї точки зору — звинувачувальний вирок моїй книжці, а тому мені, на превеликий жаль, доведеться відмовитися від Вашої, в цілому, дуже цінної для мене передмови... Оригінальний текст (рос.) Очень благодарю Вас за то, что Вы написали о моих стихах, но в самом существенном я, к моему большому огорчению, не могу с Вами согласиться… Стремлюсь уйти не от действительности вообще, а лишь от окружающей меня вялой и блеклой действительности. Книги для меня только паллиатив иной, более насыщенной жизни. «Выдумывать» себе душу я считаю для поэта преступным. «События» ставлю, разумеется, выше моих мимолётных чувствований. Таким образом, Ваше мнение, что я — поэт узколичный, с моей точки зрения — обвинительный приговор для книжки, а потому мне с крайним сожалением приходится отказаться от Вашего в общем чрезвычайно ценного для меня предисловия… |

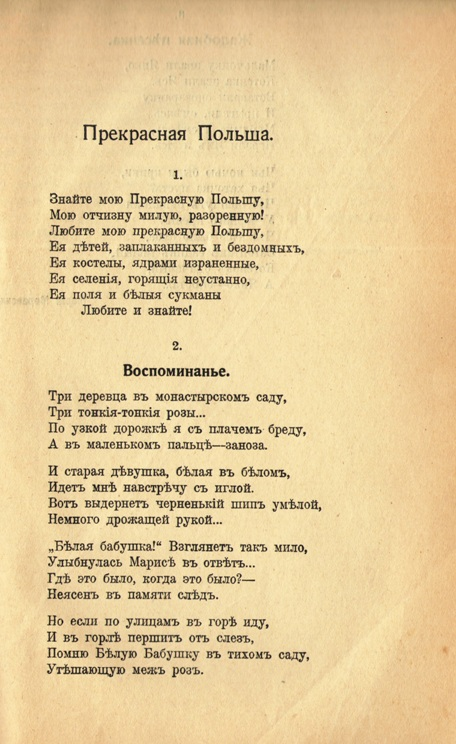
Цикл поезій «Прекрасна Польща», опублікований в «Російській думці»

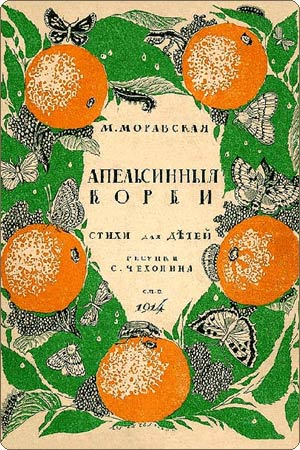
Перше видання «Апельсинних шкірок», ілюстроване С. В. Чехоніним

У підсумку, вийшовши у світ, «На пристані» викликала досить живий, хоча і неоднозначний відгук критики. Відзначався загальний мотив більшості творів, які увійшли до неї — туга за подорожами далекими екзотичними країнами, а також «примхливий», «інфантильний» стиль вірша (сама Моравська визнавала свій стиль «ляльковим»). Так, С. Я. Парнок зазначила, що головний пафос лірики Моравської — «жалість до себе самої». А. Я. Левінсон почув у творчості молодої поетеси «тонкий комариний голосок». Осудливою рецензією відізвалася О. А. Кублицька-Піоттух (примітно, що її син О. О. Блок, який в цілому досить позитивно відзивався про творчість Моравської, повністю погодився з оцінкою матери):
|  | На мою думку, це не поезія. Але тут є щось своєрідне. Дуже щиро показаний шматок себелюбної мілкої душі. Можливо, Брюсов і А. Білий вважають, що прагнення на південь, в якому полягає майже весь зміст — це туга трьох сестер і взагалі по Землі Обітованій. Вони помиляються. Це просто бажання потрапити до теплих країн, до Криму, на сонечко. Якби було не так, у віршах відчувалася б весна, чого зовсім немає. І взагалі ані весни, ані осені, ані зими, ніякого ліризму... це тільки у жінок така здібність писати надзвичайно легкі верші без поезії та без музики... Оригінальний текст (рос.) По-моему, это не поэзия. Но тут есть своеобразное. Очень искренно выказан кусок себялюбивой мелкой души. Может быть, Брюсов и А. Белый думают, что стремление на юг, в котором состоит почти всё содержание — это тоска трёх сестёр и вообще по Земле Обетованной. Они ошибаются. Это просто желание попасть в тёплые страны, в Крым, на солнышко. Если бы было иначе, в стихах бы чувствовалась весна, чего абсолютно нет. Да и вообще ни весны, ни осени, ни зимы, никакого лиризма… Это только у женщин такая способность писать необычайно лёгкие стихи без поэзии и без музыки... |

При цьому багато авторитетних літераторів і критиків визнавали душевну силу, самобутність і щирість творчого самовираження молодої польки. Так, той же Брюсов у статті «Рік російської поезії» порівнював в цьому плані збірку «На пристані» з роботами Ахматової:
|  | Подібно до пані Ахматової пані Моравська — поет гостро суб'єктивний, поет не навколишнього світу, а своєї душі... Збірка віршів пані Моравської — немовби інтимний щоденний, у якому окремі поеми та окремі рядки часто не мають художнього значення, але необхідні, к частини цілого... Оригінальний текст (рос.) Подобно г-же Ахматовой г-жа Моравская — поэт резко субъективный, поэт не внешнего мира, а своей души... Сборник стихотворений г-жи Моравской — как бы интимный дневник, в котором отдельные поэмы и отдельные строки часто не имеют художественного значения, но необходимы, как части целого... |

Досить високо оцінив перспективи подальшого зростання майстерності Моравської літературознавець А. А. Гізетти, який порівнював у своїй статті «Три душі» вірші молодої поетеси з поезією А. А. Ахматової і Н. Г. Львової.
Примітно, що після публікації наступних робіт Моравської реакція критиків стала менш зацікавленою і помітно менш прихильною. Виданий у тому ж 1914 року друга збірка — «Вірші про війну», присвячений подіям Першої світової, викликав в цілому несхвальний резонанс. Практично непоміченою залишилася третя книга віршів — «Прекрасна Польща», що вийшла в 1915 році з присвятою Адаму Міцкевичу — Моравська відверто зізнавалася в сильному впливі польських класиків на її ранню творчість, хоча підкреслювала, що з часом вона від них «емансипувалася». Збірка ж «Попелюшка думає», присвячений пам'яті поетеси-футуристки О. Р. Гуро — також істотно вплинула на лірику Моравської, спричинила абсолютно розгромні відгуки: одна з найбільш відомих рецензій називалася «Попелюшка зовсім не думає». До числа найменш зневажливих відгуків про «Попелюшку» відноситься засмучений коментар критика Д. Л. Тальнікова, який визнавав певну цінність цих віршів, хоча навіть відвертість поетеси порахував її недоліком:
|  | Вірші Моравської ще не досягли тієї межі, за якою починається поетична творчість, але значення їх у їх людяності, у життєвому вмісті, у тих фактах, відчуттях і настроях, про які вони говорять читачеві. Їх можна внести до категорії «людських документів». Ці документи не вражають яскравістю подій і психологічною складністю їх, вони дуже обмежені вузькими рамками одного сюжету, їх характерна риса — одноманітність... Іноді Моравська доходить до голосіння якогось, до принизливої відвертості... Оригінальний текст (рос.) Стихи Моравской ещё не поднялись к той грани, за которой начинается поэтическое творчество, но значение их в их человечности, в житейском содержании, в тех фактах, чувствах и настроениях, о которых они говорят читателю. Их можно причислить к категории «человеческих документов». Эти документы не поражают яркостью событий и психологической сложностью их, они очень ограничены узкими рамками одного сюжета, их отличительная черта — однообразие... Иногда Моравская доходит до причитаний каких-то, до унизительной откровенности... |

Сама Моравська всіляко захищала притаманну своїм віршам емоційну відвертість, вважаючи її не тільки основою поетичної творчості, але і найважливішим засобом соціального розкріпачення жінки. Відомий її заклик, оголошений в ході одного з петербурзьких суспільно-літературних зібрань:
|  | Нехай жінка висловить все своє інтимне. Це важливо для жінки, це приносить їх звільнення. Через свої сповідальні вірші жінка перейде від жінки до людини... Оригінальний текст (рос.) Пусть женщина выскажет всё своё интимное. Это важно для женщины, это несёт ей освобождение. Через свои исповедальные стихи женщина перейдёт от женщины к человеку... |

Характерно, що, перебуваючи у петербурзьких літературних колах і будучи вхожою у різні творчі гуртки і товариства, Моравська, тим не менш, не приєдналася до жодного з основних поетичних напрямків тих років — символізму або акмеїзму. Більш того, відомі її критичні судження про обидві з цих творчих течій літератури «Срібного століття»:
|  | Про акмеїзм: Бездоганні ці гравюри, на віньєточках амури — все красиво, стильно, гучно, але й скучно, скучно, скучно! Про символізм: А символізмові треба дати по шапці! Краса буденності йде йому на зміну! Оригінальний текст (рос.) Об акмеизме: Безупречные гравюры, на виньеточках амуры — всё красиво, стильно, звучно, но и скучно, скучно, скучно! О символизме: А символизму надо дать по шапке! Красота обыденности идёт ему на смену! |

Не менш сміливо і, часом, безсторонньо Моравська відгукувалася про творчість конкретних колег по поетичному цеху, в тому числі найбільш іменитих. Так, у критичному відгуку на ахматовські «Чотки», опублікованій в «Щомісячному журналі» у квітні 1914 року, вона говорила про цю книгу як про «насичену якимось стомленим стражданням». Ще жорсткіше в нарисі під промовистою назвою «Плебейське мистецтво», що побачив світ у «Журналі журналів» за березень 1917 року, вона відгукнулася про Ігоря Северяніна:
|  | ...Цей на вигляд талановитий віршувальник із надзвичайно поганим смаком...Він — продавець казкових лубочних картинок, якими кухарки обклеюють свої скрині... Ігор — найгірша частина плебейської поезії... Оригінальний текст (рос.) ...Этот внешне талантливый стихотворец с умопомрачительно дурным вкусом... Он — продавец сказочных лубочных картинок, которыми кухарки оклеивают свои сундуки... Игорь — худшая часть плебейской поэзии... |

Крім подібних критичних відгуків, з-під пера Моравської в середині 1910-х років вийшло декілька концептуальних робіт, присвячених загальним тенденціям розвитку літератури, а також філологічних досліджень. Зокрема, привернув увагу критики нарис «Зворушлива поезія» («Новий журнал для всіх», 1915 рік), в якому вона не просто сповіщала про прихід на зміну символізму нового поетичного руху, який відрізняється «душевною конкретністю» і який усвідомлює «натхненність звичайних речей», але і розглядала особливості віршованих розмірів, властивих поетом «нового призову», а також доводила близькість їх творчості до народної пісенної поезії. Так, Н. С. Ашукін назвав цю роботу «маленьким маніфестом нової поетичної школи». В есе «Поезія мільйонів людей» («Російська думка», 1915 рік) міститься ґрунтовний аналіз такого фольклорного жанру, як частівки.

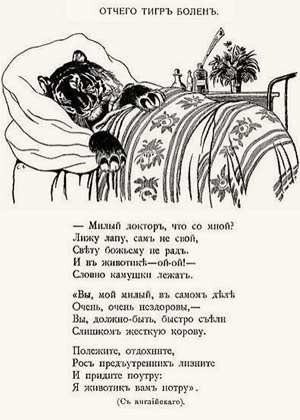
Один з дитячих віршів з ілюстрацією

Одночасно з «дорослою» творчістю Моравська досить активно складала вірші для дітей, співпрацюючи з такими виданнями, як «Стежка» і «Галченя», — там її вірші та оповідання публікувалися в основному під псевдонімом «Рікі-Тікі». У 1914 році побачила світ збірка віршів «Апельсинові шкірки» з ілюстраціями відомого петербурзького художника С. В. Чехоніна. Збірка була присвячена молодшим братам і сестрам поетеси, з якими та не бачилася після від'їзду з Одеси. Сама Моравська вважала її своєю улюбленою, досить високими були й оцінки критики. Згодом саме «Апельсинові шкірки» стали найбільш відомою і найчастіше видаваною збіркою її творів: вона, зокрема, видавалася за кордоном (у 1921 році «Російським видавництвом» в Берліні — місцевий емігрантський журнал «Нова російська книга» назвав її «однією з найкращих книг для дітей») і в Радянській Росії, хоча і в скороченому вигляді (у 1928 році Держвидавом). Дитячі вірші поетеси стали досить популярними, один із них О. М. Бенуа використовував у своїй «Абетці». У 1915 році була видана збірка дитячих оповідань «Квіти у підвалі».
У 1916 році збірка вибраних поетичних творів Моравської вийшла в Ревелі (Таллін). Вибрані вірші Моравської неодноразово включалися в різноманітні поетичні антології поряд з творами Ахматової, Брюсова, Блока, Бальмонта, Гумільова, О. Е. Мандельштама, М. І. Цвєтаєвої, що видавалися в тому числі і після її від'їзду з Російської імперії, такі як, збірка «Квіти» (1915 року видання), «Сад поетів» (1916) і «Весняний салон поетів» (1918 року). Останнім у цьому ряді стала збірка «Сторінки лірики», що видана у 1920 році в Сімферополі, — у неї було включено три вірші Моравської.
У Росії публікація робіт Моравської відновилася лише в XXI столітті. Зокрема, в 2012 році була видана збірка «Апельсинові шкірки», в яку була включена автобіографія поетеси, написана нею на прохання С. О. Венгерова для «Критико-біографічного словника російських письменників і вчених», що ним колись видавався, а також післямова М. Е. Вайсмана, що містить додаткові відомості про життя і творчість Моравської.

### Емігрантський період
Після прибуття в Нью-Йорк Моравській вдалося протягом декількох місяців налагодити співпрацю з вельми авторитетними місцевими виданнями. Вже у 1918 році її англомовні есе й оповідання друкувалися в таких журналах, як «Атлантік манслі» і «Харперз мегезін». Паралельно вона деякий час співпрацювала з російськомовною нью-йоркською газетою «Новое русское слово», однак потім повністю перемикнулася на англомовні публікації. При цьому Моравська зосередилася виключно на прозі — художній та публіцистичній, повністю відмовившись від поезії. Це своє рішення, прийняте відразу ж після першої зустрічі з представниками американських ЗМІ в 1917 році, вона пізніше — у 1944 році — пояснювала в інтерв'ю одній з маямських газет:
|  | Вони спитали мене про мою професію, і я сказала, що була поетом. По виразу обличь навколо мене я зрозуміла, що в Америці поезія — неприбуткова справа, і тому вирішила писати прозу... Оригінальний текст (англ.) They asked me my profession and I told them I was a poet. From the looks on the faces about me I learned that in America poetry was not a gainful occupation, so I decided to write prose… |

Характерно, що в листі до Еренбурга, написаному в 1946 році, поетеса пояснювала свій перехід до прози вже зовсім без гумору, з неабиякою гіркотою: 
|  | Я, Марія Моравська, була поетом у Росії, а наразі майже розучилася говорити російською. Пишу виключно англійською... Живеш, як мертва, мертва для поезії, тому що тут віршів писати не варто... Оригінальний текст (рос.) Я, Мария Моравская, была поэтом в России, а теперь почти разучилась говорить по-русски. Пишу исключительно по-английски... Живёшь, как мёртвая, мёртвая для поэзии, потому что тут ведь стихов писать не стоит... |

Англомовний прозаїчний етап творчості Моравської виявився вельми продуктивним. У 1920-х — 1940-х роках вона співпрацювала з десятками загальнонаціональних і регіональних журналів і літературних альманахів. Загальна кількість її публікацій — нарисів, оповідань, повістей, романів — обчислювалася сотнями. Так, наприклад, живучи в Маямі, вона опублікувала не менше 143 одних тільки нарисів, присвячених різним хобі, більшу частину з яких вона випробувала сама.
У багатьох своїх публіцистичних роботах емігрантського періоду — особливо у ранніх — Моравська досить критично відгукувалася про американські реалії. Нерідко предметом її критики ставали вельми серйозні суспільно-політичні проблеми: расизм, антисемітизм, обмеження свободи слова. Так, наприклад, в статті «Ваші газети і наші» (англ. Your Newspapers and Ours), опублікованій в нью-йоркському літературному журналі «Букман» в січні 1919 року, вона доводила, що американські журналісти в мирний час були менш вільні у вираженні своїх поглядів, ніж їх російські колеги при Миколі II навіть в умовах Першої світової війни. Навіть значно пізніше, вже освоївшись в США, вона зберігала подібний критичний настрій. У серпні 1927 року в іншому нью-йоркському журналі «Аутлук» вийшла її стаття під промовистою назвою «Я не хочу бути іноземкою!» (англ. I Don't Want to Be a Foreigner!), в якій Моравська, запевняючи читачів у своїй щирій любові до нової батьківщини, нарікала на труднощі і приниження, з якими іммігранти стикаються на шляху до американського громадянства. У нарисі «Небезпеки грамотності» (англ. The Perils of Literacy), який побачив світ у бостонському «Норс амерікен рев'ю» в жовтні 1928 року вона констатувала, що середній американець, незважаючи на вільний доступ до великої кількості інформації, поступається середньому росіянину в плані незалежності мислення, обізнаності про проблеми філософії або релігії. Поряд з цим Моравська приділяла увагу і менш гострим темам: характеру, звичкам і повсякденному способу життя своїх нових співвітчизників. Примітно, що місцева преса відзначала дотепність і доброзичливість подібних її заміток, вважала їх цікавими і корисними для самих американців.
Найбільш помітним її художнім твором став роман «Жар-птиця — розповідь про Росію в революцію» (англ. The Bird of Fire: A Tale of Russia in Revolution), дія якого розгортається в Санкт-Петербурзі 1910-х років — він вийшов у 1927 році в Нью-Йорку, а пізніше перевиданий в Лондоні. Також певну популярність здобула автобіографічна повість «Черепична стежинка» (англ. The Tiled Walk). Відомо, що деякі художні твори були написані Моравською в співавторстві з її чоловіком, Едвардом Кофленом — наприклад, розповідь «Палаючі боги» (англ. The Flaming Gods), яка опублікована в альманасі «Шорт сторіз» за березень 1942 року. Принаймні один її твір було опубліковано в США після її гаданої смерті в Маямі в 1947 році: розповідь «Зелені брати беруть верх» (англ. Green Brothers Take Over), яка була видана у популярному в той час журналі «Вієрд тейлз» в січні 1948 року.

## Основні публікації
- Апельсинові шкірки. Санкт-Петербург, 1914;
- На пристані. Петроград, 1914;
- Вірші про війну. Петроград, 1914;
- Попелюшка думає. Петроград, 1915;
- Прекрасна Польща. Петроград, 1915;
- Мої вірші. Ревель, 1916[15].